# Sparkasse Duderstadt
Die Zweckverbandssparkasse Duderstadt (Kurz Sparkasse Duderstadt) ist eine Sparkasse in Niedersachsen mit Sitz in Duderstadt. Sie ist eine Anstalt des öffentlichen Rechts.

## Geschäftsgebiet und Träger
Das Geschäftsgebiet umfasst den östlichen Teil des Landkreises Göttingen mit der Stadt Duderstadt, der Samtgemeinde Gieboldehausen sowie den Gemeinden Seeburg und Seulingen aus der Samtgemeinde Radolfshausen. Es entspricht damit im Wesentlichen dem ehemaligen, bis 1973 bestehenden Landkreis Duderstadt, ohne den Flecken Lindau.
Träger ist der Sparkassenzweckverband Duderstadt. Am Zweckverband sind der Landkreis Göttingen und die Stadt Duderstadt jeweils zur Hälfte beteiligt.

## Geschäftszahlen
Die Sparkasse Duderstadt wies im Geschäftsjahr 2023 eine Bilanzsumme von 824,53 Mio. Euro aus und verfügte über Kundeneinlagen von 678,73 Mio. Euro. Gemäß der Sparkassenrangliste 2023 liegt sie nach Bilanzsumme auf Rang 327. Sie unterhält 7 Filialen/Selbstbedienungsstandorte und beschäftigt 144 Mitarbeiter.

## Sparkassen-Finanzgruppe
Die Sparkasse Duderstadt ist Teil der Sparkassen-Finanzgruppe und gehört damit auch ihrem Haftungsverbund an. Er sichert den Bestand der Institute und sorgt dafür, dass sie auch im Fall der Insolvenz einzelner Sparkassen alle Verbindlichkeiten erfüllen können. Die Sparkasse vermittelt Bausparverträge der regionalen Landesbausparkasse, offene Investmentfonds der Deka und Versicherungen der VGH Versicherungen. Im Bereich des Leasing arbeitet die Sparkasse Duderstadt mit der  Deutschen Leasing zusammen. Die Funktion der Sparkassenzentralbank nimmt die NORD/LB wahr.

## Geschichte
Die Hauptstelle der Sparkasse in Duderstadt wurde 1846 gegründet. Die heutige Sparkasse Duderstadt entstand 1972 durch den Zusammenschluss der Stadtsparkasse Duderstadt mit der Sparkasse des Kreises Duderstadt in Gieboldehausen.
Im Jahr 2018 gab es Bestrebungen zu einer Fusion der Sparkasse Duderstadt mit der Sparkasse Osterode am Harz, der Sparkasse Münden und der Stadtsparkasse Bad Sachsa. Das neue Institut sollte zum 1. Juni 2019 entstehen und den Namen Sparkasse in Südniedersachsen tragen. Die Fusion kam nicht zustande, da der Rat der Stadt Duderstadt dem Vorhaben nicht zustimmte.

## Firmierung
Die im allgemeinen Sprachgebrauch übliche und im Außenauftritt verwendete Bezeichnung der Sparkasse lautet Sparkasse Duderstadt. Im Geschäftsverkehr wird jedoch die vollständige Firmierung gemäß Handelsregister Zweckverbandssparkasse Duderstadt verwendet.

## Stiftung
Im Jahr 2001 gründete die Sparkasse die Sparkassenstiftung Untereichsfeld. Der Zweck dieser Stiftung ist die Förderung der Bereiche Bildung und Ausbildung, Sport, Umweltschutz und Soziales, im kulturellen Bereich die Bewahrung des historischen Erbes, Landeskunde, Heimatpflege, Denkmalpflege sowie die Unterstützung von Museen, bildender Kunst, Musik, Literatur und Theater.